# Нафанаил (Леандров)
Епископ Нафанаил (в миру Николай Игнатьевич Леандров; 30 ноября [12 декабря] 1813, Рыбинский уезд, Ярославская губерния — 10 [22] января 1888, Екатеринбург, Пермская губерния) — епископ Русской православной церкви, епископ Екатеринбургский и Ирбитский.

## Биография
Родился 30 ноября (12 декабря) 1813 года в семье священника Ярославской епархии.
По окончании курса Ярославской духовной семинарии 8 сентября 1834 года был рукоположён во священника. Служил в Преображенской церкви города Романо-Борисоглебска; 6 августа 1848 года возведён в сан протоиерея.
Был депутатом Духовного правления, преподавателем Закона Божиего, благочинным, вёл активную миссионерскую и катехизаторскую деятельность среди старообрядцев.
В 1855 году, 20 августа был переведён в Придворное ведомство и назначен настоятелем церкви села Коробково; 16 декабря 1872 года уволен в монастырь с пенсией и в 1873 года пострижен в монашество, назначен настоятелем Ростовского Богоявленского Авраамиева монастыря с возведением в сан архимандрита.
1 октября 1878 года хиротонисан во епископа Сарапульского, викария Вятской епархии.
5 апреля 1882 года назначен епископом Екатеринбургским, викарием Пермской епархии. После смерти епископа Вассиана (Чудновского) с января 1883 по марте 1883 года был временно управляющим Пермской епархией — до назначения на пермскую кафедру епископа Курского Ефрема (Рязанова).
При активном участии епископа Нафанаила Екатеринбургское викариатство стало самостоятельной епархией, которую он возглавил с 29 января 1885 года с титулом Екатеринбургский и Ирбитский. При нём был начат выпуск в 1886 году «Екатеринбургских епархиальных ведомостей».
Епископ Нафанаил участвовал в собрании архиереев, происходившем в Казани, и подписал пастырское воззвание от собравшихся к их православным паствам. Совершал далёкие поездки по епархии зимой. Первым из архипастырей он посетил верхотурских вогулов.
Скончался 10 (22) января 1888 года. Похоронен 16января в усыпальнице под Крестовой церковью в Екатеринбурге (ныне — здание противотуберкулезного диспансера на улице Чапаева, д. 9).